# Книга-гра

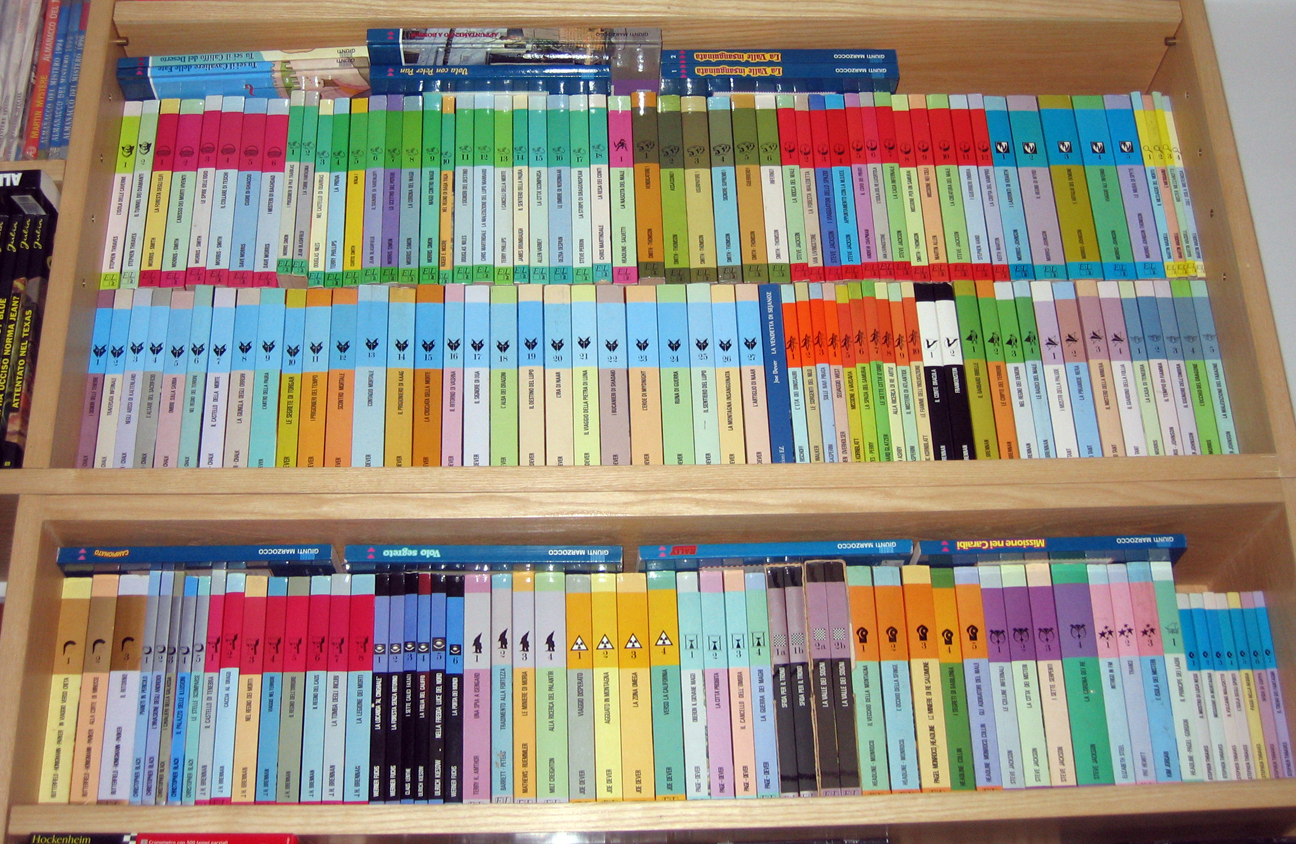
Полиця книг-ігор

Книга-гра (англ. Gamebook) — різновид друкованої інтерактивної літератури, художній твір, в якому розвиток сюжету залежить від вибору читача. Більшість книг-ігор використовує систему посилань на параграфи, які читач отримує, залежно від осмисленого або випадкового вибору.

## Історія
Першим, хто запропонував ідею книги, зміст якої залежить від читача, вважається письменник Хорхе Луїс Борхес. У оповіданні «Про творчу спадщину Герберта Квейна» (1941) він описав вигадану книгу, де читач постає перед вибором параграфів, які описують альтернативні події та в підсумку приводять до різних фіналів.
Першими реалізаціями таких творів стали підручники в 1950-х роках. Психолог Боррес Скіннер висловив ідею використання інтерактивної літератури для навчання студентів без викладача, що мають систему взаємопосилань питань-відповідей із поясненнями чому обраний читачем варіант правильний чи хибний. В 1960-ті експериментальна французька літературна група обговорювала формат книг-ігор, який вони називали «деревоподібною літературою». Деякі ідеї були реалізовані в літературному і театральному вигляді, відомими прикладами є «Гра в класики» (1963) і «62. Модель для складання» (1968) Хуліо Кортасара. Порядок, у якому слід читати розділи книг, наводився у вигляді довільної схеми, пропонуючи читачеві «створити» один із кількох заданих сюжетів. Інший ранній приклад літературного експерименту — робота американського письменника Джона Слейдека — «програмована пригода». Розважальні книги-ігри з'явилися у Великій Британії, Швеції, Італії.
Популяризація художніх книг-ігор почалася в 1970-і, почавшись із декількох серій в англомовних країнах. Першою стала британська серія інтерактивних пригод «Шпигун», 1972–1980 років. У 1976 році американський письменник Едвард Паккард самостійно винайшов інтерактивну літературу, не знаючи про її існування на той час. Він втілив свої ідеї в книзі «Острів з цукрової тростини», яка вийшла під лейблом «Твої пригоди» і привернула увагу письменника Реймонда Монтгомері. За їх співпраці у 1979 році з'явилася серія «Choose Your Own Adventure» (Вибери собі пригоду) з численними переходами між параграфами. З часом правила стали ускладнюватися, автори додавали елементи настільних рольових ігор, такі як характеристики персонажа та інвентар. У серії «Fighting Fantasy» спочатку потрібно було кинути кубики, щоб визначити значення параметрів здоровʼя, сили та удачі персонажа, від чого залежав успіх боїв.
Пік популярності припав на 1980-і, коли видавництво Bantam, де працювали Паккард і Монтгомері, випустило ще кілька серій. Натхненні успіхами Bantam, інші видавництва поспішили представити власні серії: «Endless Quest», «Find Your Fate», «Which Way», «Blood Sword» та інші. Частина книг була націлена на дорослих: від бізнес-симуляторів до еротики. Протягом 1980-х книги-ігри також почали з'являтися в інших країнах: Іспанії, Франції, Великій Британії, Мексиці, Чилі та Данії. На початку 1990-х комерційний бум пішов на спад, і кількість нових серій зменшилася.
На території СРСР та пострадянському просторі популярність книг-ігор почалася в 1990-і та спала до 2000-х. В більшості це були російськомовні твори. Так в 1991 році вийшла книга Дмитра Браславського «Підземелля Чорного замку». З 1991 по 1994 роки вийшли «Кощіїв ланцюг» Василя Шувалова, «Лабіринт Чаклуна» Юрія Пульвера і перша перекладна книга-гра «Острів восьминогів» Філіпа Елбі. У 1995 році видавництво «Інфорком-Пресс» запустило серію «Шлях героя», в якій вийшло сім книг-ігор.

## Електронні книги-ігри
Хоча книги-ігри є різновидом інтерактивної літератури, під нею часто розуміються лише електронні тексти, сюжет яких формує читач. Іншою поширеною назвою є «електронні книги-ігри». Вони можуть реалізовуватися у вигляді відеоігор (текстових пригод, MUD-ів) чи аналогів паперових книг-ігор, перенесених на екрани електронних пристроїв, де відбувається перехід за посиланнями до інших параграфів. Також в них можлива симуляція елементів настільних ігор, наприклад, кидання гральних кубиків.

## Літературні рольові ігри
ЛітRPG або літературні рольові ігри виникли в другій половині 2000-х та наближені перш за все до рольових он-лайн ігор, активно використовують ігровий жаргон та механіку (детальні описи характеристик, класи персонажів, квести, екіпіровка), проте далеко не всі є інтерактивною літературою в класичному розумінні. Натомість вони зображають, без можливості вибору читача, системні повідомлення, розвиток персонажа, ігрову подачу сюжету так, як це виглядало б у реальній відеогрі. Започатковувачем жанру вважається багатотомне ранобе південнокорейського письменника Нам Хіісанга «The Legendary Moonlight Sculptor», яке видається з 2007 року та описує життя геймера в реальності і вигаданій MMORPG. Оскільки ЛітRPG описують вигадані ігри та віртуальні світи, цей різновид книг-ігор часто визначається як похідний від кіберпанку.